# Piaggio P.2HH HammerHead
Il P.2HH HammerHead è il progetto per un nuovo aeromobile a pilotaggio remoto prodotto dalla Piaggio Aerospace e basato sul P.1HH.

## Storia del progetto
Rispetto al P.1HH è radicalmente diverso, presentando ali e sezione di fusoliera completamente diverse. In seguito al finanziamento il primo prototipo dovrebbe essere pronto in 3 anni, con ulteriori otto mesi per poter effettuare il primo test di volo.